# 格雷格·费斯
格雷格·费斯（英語：Greg Feith，1957年8月5日—）是美国国家运输安全委员会(NTSB) 的前高级航空安全调查员。他目前担任私人航空安全顾问，并担任NBC和MSNBC的航空专家。他还担任多个电视节目的技术顾问，例如《空中浩劫》和《重返危機現場》。  

## 职业生涯
费斯在佛罗里达州代托纳比奇的安柏瑞德航空大学获得航空研究理学学士学位，目前仍在该校任教。在他职业生涯的早期，费斯曾与另外五名美国调查员于 1985 年参与现场调查东方航空公司 980 航班事故。此次事故现场位于伊利马尼山海拔 20,098 英尺，为民用航空史上最高的事故现场。 从 1993 年到 2001 年，他担任美国国家运输安全委员会“Go-Team”的主要调查员。 

## 媒体
费斯出现在多个电视节目中，例如《空中浩劫》和《重返危机现场》。他在历史频道主持了系列纪录片《黑匣子的秘密》，该纪录片着重记录了他领导的重大调查，包括充满争议大韓航空007號班機空難调查。他以经常在学校、航空团体和行业协会公开演讲而闻名。在业余时间，他在科罗拉多州丹佛市的电台节目 Hangar Flying Today 担任主持。 费斯还定期作为客座航空安全和安保专家出现在KUSA-TV、NBC、MSNBC上。从2020 年开始，他与前 NTSB 成员 John Goglia 一起主持 Flight Safety Detectives 播客。 

## 参与调查
- 阿罗哈航空 243 号班机
- 美国航空 1420 号班机[5]
- 美鹰航空 4184 号班机
- 英国航空 9 号班机
- 东方航空 980 号班机
- 大韩航空 801 号班机[6]
- 胜安航空 185 号班机
- 瑞士航空 111 号班机
- 全美航空 1016 号班机
- 瓦卢杰航空 592 号班机
- 埃默里世界航空17 号班机
- 美国国际航空 808 号班机

## 奖项
- 1996 年：因领导对瓦卢杰航空592号班机空难的调查而获得航空周刊和太空技术杂志颁发的“杰出调查”奖
- 2001：安柏瑞德航空大学杰出校友奖
- 2003 年：SAFE 协会，Michael R. Grost 奖
- 2016 年：在第 13 届年度航空传奇奖中被选为航空传奇。 [7]

## 私人生活
费斯与丹佛 9News 频道主播、前科罗拉多小姐Kim Christensen结婚。他们的儿子叫坦纳。   